# Motorrad-Weltmeisterschaft 1969
Die Motorrad-WM-Saison 1969 war die 21. in der Geschichte der FIM-Motorrad-Straßenweltmeisterschaft.
In den Klassen bis 500 cm³ und bis 250 cm³ wurden zwölf, in den Klassen bis 350 cm³ und bis 50 cm³ zehn, in der Klasse bis 125 cm³ elf und bei den Gespannen sieben Rennen ausgetragen.

## Punkteverteilung
| Punktewertung | Punktewertung | Punktewertung | Punktewertung | Punktewertung | Punktewertung | Punktewertung | Punktewertung | Punktewertung | Punktewertung | Punktewertung |
| ------------- | ------------- | ------------- | ------------- | ------------- | ------------- | ------------- | ------------- | ------------- | ------------- | ------------- |
| Platz         | 1             | 2             | 3             | 4             | 5             | 6             | 7             | 8             | 9             | 10            |
| Punkte        | 15            | 12            | 10            | 8             | 6             | 5             | 4             | 3             | 2             | 1             |

- Die Zahl gewerteter Läufe wurde bei gerader Anzahl an ausgetragenen Rennen berechnet, indem man diese Anzahl halbierte und dann mit eins addierte. Bei sechs Rennen gingen also vier in die WM-Wertung ein.
- Wurde eine ungerade Zahl Rennen ausgetragen, wurde die Zahl der Läufe mit eins addiert und dann halbiert. Bei sieben Rennen gingen somit vier in die Wertung ein.

## 500-cm³-Klasse

### Rennergebnisse
|    | Datum      | Rennen                  | Strecke           | Platz 1          | Platz 2           | Platz 3        | Schn. Rennrunde  |
| -- | ---------- | ----------------------- | ----------------- | ---------------- | ----------------- | -------------- | ---------------- |
| 1  | 04.05.     | 19. GP von Spanien      | Jarama            | Giacomo Agostini | Angelo Bergamonti | Ginger Molloy  | Giacomo Agostini |
| 2  | 11.05.     | 33. GP von Deutschland  | Hockenheim        | Giacomo Agostini | Karl Hoppe        | Jack Findlay   | Giacomo Agostini |
| 3  | 18.05.     | GP von Frankreich       | Le Mans           | Giacomo Agostini | Billie Nelson     | Karl Auer      | Giacomo Agostini |
| 4  | 07.–13.06. | 51. Isle of Man TT      | Mountain Course   | Giacomo Agostini | Alan Barnett      | Tom Dickie     | Giacomo Agostini |
| 5  | 28.06.     | 39. Dutch TT            | Assen             | Giacomo Agostini | Peter Williams    | Alan Barnett   | Giacomo Agostini |
| 6  | 06.07.     | 42. GP von Belgien      | Spa-Francorchamps | Giacomo Agostini | Percy Tait        | Alan Barnett   | Giacomo Agostini |
| 7  | 12.–13.07. | 12. GP der DDR          | Sachsenring       | Giacomo Agostini | Billie Nelson     | Steve Ellis    | Giacomo Agostini |
| 8  | 20.07.     | GP der Tschechoslowakei | Masaryk-Ring      | Giacomo Agostini | Gyula Marsovszky  | Bohumil Staša  | Giacomo Agostini |
| 9  | 02.–03.08. | GP von Finnland         | Imatra            | Giacomo Agostini | Billie Nelson     | Godfrey Nash   | Giacomo Agostini |
| 10 | 16.08.     | 41. Ulster GP           | Dundrod           | Giacomo Agostini | Brian Steenson    | Malcolm Uphill | Giacomo Agostini |
| 11 | 07.09.     | 47. GP der Nationen     | Imola             | Alberto Pagani   | Gilberto Milani   | John Dodds     | John Dodds       |
| 12 | 14.09.     | GP der Adria            | Opatija           | Godfrey Nash     | Franco Trabalzini | Steve Ellis    | Godfrey Nash     |

### Fahrerwertung
| 1  | Giacomo Agostini  | MV Agusta                     | 105 (150) |
| 2  | Gyula Marsovszky  | Linto                         | 47        |
| 3  | Godfrey Nash      | Norton                        | 45        |
| 4  | Billie Nelson     | Paton                         | 42        |
| 5  | Alan Barnett      | Métisse-Matchless             | 32        |
| 6  | Steve Ellis       | Linto                         | 26        |
| 7  | Ron Chandler      | Seeley                        | 25        |
| 8  | Gilberto Milani   | Aermacchi                     | 24        |
| 9  | Robin Fitton      | Norton                        | 19        |
| 10 | Brian Steenson    | Seeley                        | 18        |
| 11 | John Dodds        | Linto                         | 18        |
| 12 | Terry Dennehy     | Drixton-Honda                 | 18        |
| 13 | Jack Findlay      | Linto / Aermacchi / Matchless | 16        |
| 14 | Alberto Pagani    | Linto                         | 15        |
| 15 | Lewis Young       | Matchless                     | 14        |
| 16 | Karl Auer         | Matchless                     | 13        |
| 17 | Pentti Lehtelä    | Matchless                     | 13        |
| 18 | Angelo Bergamonti | Paton                         | 12        |
|    | Karl Hoppe        | Métisse-URS                   | 12        |
|    | Peter Williams    | Matchless                     | 12        |
|    | Percy Tait        | Triumph                       | 12        |
|    | Franco Trabalzini | Paton                         | 12        |
| 23 | Bohumil Staša     | ČZ                            | 12        |
| 24 | Tom Dickie        | Seeley                        | 11        |
| 25 | Dan Shorey        | Matchless / Seeley            | 11        |
| 26 | Ginger Molloy     | Bultaco                       | 10        |
|    | Malcolm Uphill    | Norton                        | 10        |
| 28 | Theo Louwes       | Norton                        | 10        |

| 29 | John Trevor Findlay | Norton            | 10 |
| 30 | Walter Scheimann    | Norton            | 10 |
| 31 | Werner Bergold      | Matchless         | 9  |
|    | Hannu Kuparinen     | Matchless         | 9  |
| 33 | Derek Woodman       | Seeley            | 8  |
|    | Silvano Bertarelli  | Paton             | 8  |
| 35 | André-Luc Appietto  | Paton             | 7  |
| 36 | Barry Scully        | Norton            | 6  |
|    | Keith Turner        | Linto             | 6  |
| 38 | Günter Fischer      | Matchless         | 5  |
|    | Phil O’Brien        | Matchless         | 5  |
| 40 | Maurice Hawthorne   | Matchless         | 5  |
| 41 | Gilbert Argo        | Matchless         | 4  |
|    | Steve Jolly         | Seeley            | 4  |
|    | Paul Eickelberg     | Norton            | 4  |
| 44 | Kel Carruthers      | Aermacchi         | 3  |
|    | Selwyn Griffiths    | Matchless         | 3  |
|    | John Williams       | Métisse-Matchless | 3  |
|    | Paolo Campanelli    | Seeley            | 3  |
|    | Emanuele Maugliani  | Norton            | 3  |
| 49 | Peter Darvil        | Norton            | 2  |
|    | Jack Lindh          | Seeley            | 2  |
|    | Osmo Hansen         | Matchless         | 2  |
|    | Ross Hannan         | Norton            | 2  |
| 53 | Steve Spencer       | Métisse-Matchless | 1  |
|    | Endel Kiisa         | CKEB              | 1  |
|    | Wolfgang Stropek    | MV Agusta         | 1  |
|    | Alan Lawton         | Norton            | 1  |

(Punkte in Klammern inklusive Streichresultate)

### Konstrukteurswertung
| 1  | MV Agusta | 105 (150) |
| 2  | Linto     | 73 (86)   |
| 3  | Paton     | 70        |
| 4  | Matchless | 68 (78)   |
| 5  | Norton    | 61 (77)   |
| 6  | Seeley    | 45 (48)   |
| 7  | Aermacchi | 29        |
| 8  | Honda     | 24        |
| 9  | URS       | 12        |
|    | Triumph   | 12        |
| 11 | ČZ        | 12        |
| 12 | Bultaco   | 10        |
| 13 | CKEB      | 1         |

(Punkte in Klammern inklusive Streichresultate)

## 350-cm³-Klasse

### Rennergebnisse
|    | Datum      | Rennen                  | Strecke         | Platz 1          | Platz 2          | Platz 3           | Schn. Rennrunde  |
| -- | ---------- | ----------------------- | --------------- | ---------------- | ---------------- | ----------------- | ---------------- |
| 1  | 04.05.     | 19. GP von Spanien      | Jarama          | Giacomo Agostini | Kel Carruthers   | Giuseppe Visenzi  | Giacomo Agostini |
| 2  | 11.05.     | 33. GP von Deutschland  | Hockenheim      | Giacomo Agostini | Bill Ivy         | František Šťastný | Giacomo Agostini |
| 3  | 07.–13.06. | 51. Isle of Man TT      | Mountain Course | Giacomo Agostini | Brian Steenson   | Jack Findlay      | Giacomo Agostini |
| 4  | 28.06.     | 39. Dutch TT            | Assen           | Giacomo Agostini | Bill Ivy         | Silvio Grassetti  | Giacomo Agostini |
| 5  | 12.–13.07. | 12. GP der DDR          | Sachsenring     | Giacomo Agostini | Rodney Gould     | Heinz Rosner      | Giacomo Agostini |
| 6  | 20.07.     | GP der Tschechoslowakei | Masaryk-Ring    | Giacomo Agostini | Rodney Gould     | Silvio Grassetti  | Rodney Gould     |
| 7  | 02.–03.08. | GP von Finnland         | Imatra          | Giacomo Agostini | Rodney Gould     | Giuseppe Visenzi  | Giacomo Agostini |
| 8  | 16.08.     | 41. Ulster GP           | Dundrod         | Giacomo Agostini | Heinz Rosner     | Cecil Crawford    | Giacomo Agostini |
| 9  | 07.09.     | 47. GP der Nationen     | Imola           | Phil Read        | Silvio Grassetti | Walter Scheimann  | Phil Read        |
| 10 | 14.09.     | GP der Adria            | Opatija         | Silvio Grassetti | Gilberto Milani  | František Šťastný | Silvio Grassetti |

### Fahrerwertung
| 1  | Giacomo Agostini    | MV Agusta     | 90 (120) |
| 2  | Silvio Grassetti    | Yamaha / Jawa | 47       |
| 3  | Giuseppe Visenzi    | Yamaha        | 45       |
| 4  | Heinz Rosner        | MZ            | 38       |
| 5  | Rodney Gould        | Yamaha        | 36       |
| 6  | Jack Findlay        | Yamaha / Jawa | 34       |
| 7  | Kel Carruthers      | Aermacchi     | 29       |
| 8  | Bohumil Staša       | ČZ            | 27       |
| 9  | František Šťastný   | Jawa          | 26       |
| 10 | Bill Ivy            | Jawa          | 24       |
| 11 | Martti Pesonen      | Yamaha        | 16       |
| 12 | Adolf Ohligschläger | Yamaha        | 16       |
| 13 | Phil Read           | Yamaha        | 15       |
| 14 | Brian Steenson      | Aermacchi     | 12       |
|    | Gilberto Milani     | Aermacchi     | 12       |
| 16 | Ginger Molloy       | Bultaco       | 12       |
| 17 | Lewis Young         | Aermacchi     | 11       |
| 18 | Cecil Crawford      | Aermacchi     | 10       |
|    | Walter Scheimann    | Yamaha        | 10       |
| 20 | Tom Dickie          | Seeley        | 8        |
|    | Karl Hoppe          | Yamaha        | 8        |
|    | Tony Rutter         | Yamaha        | 8        |
|    | Silvano Bertarelli  | Aermacchi     | 8        |
| 24 | Terry Grotefeld     | Yamaha        | 6        |
| 25 | Herbert Denzler     | Aermacchi     | 5        |
|    | Selwyn Griffiths    | A.J.S.        | 5        |
|    | Marty Lunde         | Yamaha        | 5        |

| 28 | Tommy Robb          | Aermacchi         | 5 |
|    | Bruno Spaggiari     | Ducati            | 5 |
| 30 | John Trevor Findlay | Norton            | 4 |
|    | Billie McCosh       | Aermacchi         | 4 |
|    | Brian Smith         | Aermacchi         | 4 |
| 33 | Jerry Lancaster     | Drixton-Aermacchi | 3 |
|    | Karel Bojer         | ČZ                | 3 |
|    | Billie Guthrie      | Yamaha            | 3 |
|    | Cliff Carr          | Yamaha            | 3 |
|    | Billie Nelson       | Aermacchi         | 3 |
|    | Bill Smith          | Honda             | 3 |
|    | Maurice Hawthorne   | Métisse-Aermacchi | 3 |
| 40 | Dave Simmonds       | Kawasaki          | 3 |
|    | Jim Curry           | Métisse-Aermacchi | 3 |
| 42 | Günter Fischer      | Aermacchi         | 2 |
|    | Gordon Keith        | Yamaha            | 2 |
|    | Mike Hatherill      | Aermacchi         | 2 |
|    | Jan Kostwinder      | Yamaha            | 2 |
|    | Robin Fitton        | Norton            | 2 |
|    | János Drapál        | Aermacchi         | 2 |
| 48 | Godfrey Nash        | Norton            | 1 |
|    | Roy Graham          | Aermacchi         | 1 |
|    | Leo Commu           | Yamaha            | 1 |
|    | Ivar Sauter         | Aermacchi         | 1 |
|    | Dave Degens         | Aermacchi         | 1 |
|    | Hannu Kuparinen     | Yamaha            | 1 |

(Punkte in Klammern inklusive Streichresultate)

### Konstrukteurswertung
| 1  | MV Agusta | 90 (120) |
| 2  | Yamaha    | 71 (102) |
| 3  | Aermacchi | 58 (74)  |
| 4  | Jawa      | 67       |
| 5  | MZ        | 38       |
| 6  | ČZ        | 27       |
| 7  | Bultaco   | 12       |
| 8  | Seeley    | 8        |
| 9  | Norton    | 7        |
| 10 | A.J.S.    | 5        |
|    | Ducati    | 5        |
| 12 | Honda     | 3        |
| 13 | Kawasaki  | 3        |

(Punkte in Klammern inklusive Streichresultate)

## 250-cm³-Klasse

### Rennergebnisse
|    | Datum      | Rennen                  | Strecke           | Platz 1          | Platz 2           | Platz 3          | Schn. Rennrunde   |
| -- | ---------- | ----------------------- | ----------------- | ---------------- | ----------------- | ---------------- | ----------------- |
| 1  | 04.05.     | 19. GP von Spanien      | Jarama            | Santiago Herrero | Kent Andersson    | Börje Jansson    | Renzo Pasolini    |
| 2  | 11.05.     | 33. GP von Deutschland  | Hockenheim        | Kent Andersson   | Lothar John       | Klaus Huber      | Heinz Rosner      |
| 3  | 18.05.     | GP von Frankreich       | Le Mans           | Santiago Herrero | Rodney Gould      | Kent Andersson   | Santiago Herrero  |
| 4  | 07.–13.06. | 51. Isle of Man TT      | Mountain Course   | Kel Carruthers   | Frank Perris      | Santiago Herrero | Kel Carruthers    |
| 5  | 28.06.     | 39. Dutch TT            | Assen             | Renzo Pasolini   | Kel Carruthers    | Santiago Herrero | Renzo Pasolini    |
| 6  | 06.07.     | 42. GP von Belgien      | Spa-Francorchamps | Santiago Herrero | Rodney Gould      | Kel Carruthers   | Kel Carruthers    |
| 7  | 12.–13.07. | 12. GP der DDR          | Sachsenring       | Renzo Pasolini   | Santiago Herrero  | Heinz Rosner     | Renzo Pasolini    |
| 8  | 20.07.     | GP der Tschechoslowakei | Masaryk-Ring      | Renzo Pasolini   | Rodney Gould      | Kel Carruthers   | Rodney Gould      |
| 9  | 02.–03.08. | GP von Finnland         | Imatra            | Kent Andersson   | Günter Bartusch   | Börje Jansson    | Kent Andersson    |
| 10 | 16.08.     | 41. Ulster GP           | Dundrod           | Kel Carruthers   | Kent Andersson    | Ray McCullough   | Kel Carruthers    |
| 11 | 07.09.     | 47. GP der Nationen     | Imola             | Phil Read        | Kel Carruthers    | Kent Andersson   | Phil Read         |
| 12 | 14.09.     | GP der Adria            | Opatija           | Kel Carruthers   | Gilberto Parlotti | Kent Andersson   | Gilberto Parlotti |

### Fahrerwertung
| 1  | Kel Carruthers    | Benelli           | 89 (103) |
| 2  | Kent Andersson    | Yamaha            | 84 (108) |
| 3  | Santiago Herrero  | OSSA              | 83 (88)  |
| 4  | Renzo Pasolini    | Benelli           | 45       |
| 5  | Börje Jansson     | Kawasaki / Yamaha | 45       |
| 6  | Rodney Gould      | Yamaha            | 44       |
| 7  | Heinz Rosner      | MZ                | 28       |
| 8  | Frank Perris      | Suzuki            | 25       |
| 9  | Lothar John       | Yamaha            | 21       |
| 10 | Dieter Braun      | MZ                | 20       |
| 11 | Günter Bartusch   | MZ                | 18       |
| 12 | Silvio Grassetti  | Yamaha            | 18       |
| 13 | Phil Read         | Benelli / Yamaha  | 15       |
| 14 | László Szabó      | MZ                | 14       |
| 15 | Gilberto Parlotti | Benelli           | 12       |
| 16 | Mick Chatterton   | Yamaha            | 12       |
| 17 | Martti Pesonen    | Yamaha            | 11       |
| 18 | Angelo Bergamonti | Aermacchi         | 11       |
| 19 | Klaus Huber       | Yamaha            | 10       |
|    | Ray McCullough    | Yamaha            | 10       |
| 21 | Jean Auréal       | Yamaha            | 9        |
| 22 | Billie Guthrie    | Yamaha            | 8        |
| 23 | Chas Mortimer     | Yamaha            | 8        |
| 24 | Ian Richards      | Yamaha            | 7        |
| 25 | Giuseppe Visenzi  | Yamaha            | 6        |
|    | Toni Gruber       | Yamaha            | 6        |

|    | Frank Whiteway    | Suzuki    | 6 |
| 28 | Walter Villa      | Villa     | 6 |
| 29 | Derek Chatterton  | Yamaha    | 5 |
|    | Eric Hinton       | Yamaha    | 5 |
| 31 | Dave Simmonds     | Kawasaki  | 5 |
| 32 | František Šťastný | Jawa      | 5 |
| 33 | Reinhard Scholtis | Kawasaki  | 4 |
|    | Eugenio Lazzarini | Benelli   | 4 |
|    | Stan Woods        | Yamaha    | 4 |
|    | Jack Findlay      | Yamaha    | 4 |
|    | Pentti Korhonen   | Yamaha    | 4 |
| 38 | Jerry Lancaster   | Yamaha    | 3 |
|    | Siegfried Lohmann | Suzuki    | 3 |
|    | Carlos Giró       | OSSA      | 3 |
|    | Teuvo Länsivuori  | Yamaha    | 3 |
|    | Dick Pipes        | Yamaha    | 3 |
|    | Heinz Kriwanek    | Suzuki    | 3 |
| 44 | Christian Ravel   | Yamaha    | 3 |
| 45 | Billie Nelson     | Yamaha    | 2 |
|    | John Ringwood     | Yamaha    | 2 |
|    | Keith Turner      | Aermacchi | 2 |
|    | Tony Rutter       | Yamaha    | 2 |
| 49 | Gordon Keith      | Yamaha    | 2 |
|    | Gyula Marsovszky  | Yamaha    | 2 |
| 51 | Matti Salonen     | Yamaha    | 1 |
|    | Karel Bojer       | ČZ        | 1 |

(Punkte in Klammern inklusive Streichresultate)

### Konstrukteurswertung
| 1  | Benelli   | 102 (124) |
| 2  | Yamaha    | 93 (139)  |
| 3  | OSSA      | 83 (91)   |
| 4  | MZ        | 53 (58)   |
| 5  | Kawasaki  | 48 (51)   |
| 6  | Suzuki    | 28        |
| 7  | Aermacchi | 13        |
| 8  | Villa     | 6         |
| 9  | Jawa      | 5         |
| 10 | ČZ        | 1         |

(Punkte in Klammern inklusive Streichresultate)

## 125-cm³-Klasse

### Rennergebnisse
|    | Datum      | Rennen                  | Strecke           | Platz 1         | Platz 2         | Platz 3            | Schn. Rennrunde   |
| -- | ---------- | ----------------------- | ----------------- | --------------- | --------------- | ------------------ | ----------------- |
| 1  | 04.05.     | 19. GP von Spanien      | Jarama            | Cees van Dongen | Kent Andersson  | Walter Villa       | Salvador Cañellas |
| 2  | 11.05.     | 33. GP von Deutschland  | Hockenheim        | Dave Simmonds   | Dieter Braun    | Heinz Kriwanek     | Dieter Braun      |
| 3  | 18.05.     | GP von Frankreich       | Le Mans           | Jean Auréal     | Dave Simmonds   | Ginger Molloy      | Dave Simmonds     |
| 4  | 07.–13.06. | 51. Isle of Man TT      | Mountain Course   | Dave Simmonds   | Kel Carruthers  | Gary Dickinson     | Dave Simmonds     |
| 5  | 28.06.     | 39. Dutch TT            | Assen             | Dave Simmonds   | Kent Andersson  | Silvano Bertarelli | Dave Simmonds     |
| 6  | 06.07.     | 42. GP von Belgien      | Spa-Francorchamps | Dave Simmonds   | Dieter Braun    | Cees van Dongen    | Dieter Braun      |
| 7  | 12.–13.07. | 12. GP der DDR          | Sachsenring       | Dave Simmonds   | Heinz Kriwanek  | Friedhelm Kohlar   | Dieter Braun      |
| 8  | 20.07.     | GP der Tschechoslowakei | Masaryk-Ring      | Dave Simmonds   | Dieter Braun    | Cees van Dongen    | Dave Simmonds     |
| 9  | 02.–03.08. | GP von Finnland         | Imatra            | Dave Simmonds   | Günter Bartusch | Cees van Dongen    | Dave Simmonds     |
| 10 | 07.09.     | 47. GP der Nationen     | Imola             | Dave Simmonds   | László Szabó    | Francesco Villa    | Dave Simmonds     |
| 11 | 14.09.     | GP der Adria            | Opatija           | Dieter Braun    | Dave Simmonds   | Ryszard Mankiewicz | Dieter Braun      |

### Fahrerwertung
| 1  | Dave Simmonds      | Kawasaki       | 90 (144) |
| 2  | Dieter Braun       | Suzuki         | 59       |
| 3  | Cees van Dongen    | Suzuki         | 51       |
| 4  | Kent Andersson     | Maico / Yamaha | 36       |
| 5  | Heinz Kriwanek     | Rotax          | 33       |
| 6  | Ginger Molloy      | Bultaco        | 29       |
| 7  | Ryszard Mankiewicz | MZ             | 27       |
| 8  | László Szabó       | MZ             | 26       |
| 9  | Friedhelm Kohlar   | MZ             | 24       |
| 10 | Kel Carruthers     | Aermacchi      | 20       |
| 11 | Walter Villa       | Villa          | 18       |
| 12 | Silvano Bertarelli | Aermacchi      | 17       |
| 13 | Thomas Heuschkel   | MZ             | 16       |
| 14 | Jean Auréal        | Yamaha         | 15       |
| 15 | Lothar John        | MZ             | 14       |
| 16 | Günter Bartusch    | MZ             | 12       |
| 17 | Jan Huberts        | MZ             | 11       |
| 18 | Gary Dickinson     | Honda          | 10       |
|    | Francesco Villa    | Villa          | 10       |
| 20 | Tommy Robb         | Bultaco        | 9        |
| 21 | Siegfried Lohmann  | MZ             | 9        |
| 22 | Enrique Escuder    | Bultaco        | 8        |
|    | Jacques Roca       | Derbi          | 8        |
|    | Steve Murray       | Honda          | 8        |
| 25 | John Dodds         | Aermacchi      | 7        |
| 26 | Barry Smith        | Derbi          | 7        |
|    | Giuseppe Mandolini | Villa          | 7        |

| 28 | Bruno Veigel          | Honda   | 6 |
|    | Heinz Rosner          | MZ      | 6 |
|    | Jean-François Chaffin | Villa   | 6 |
|    | John Kiddie           | Honda   | 6 |
| 32 | Pierre Viura          | Maico   | 5 |
|    | Carl Ward             | Honda   | 5 |
|    | Chas Mortimer         | Villa   | 5 |
| 35 | Walter Scheimann      | Villa   | 5 |
| 36 | Jerry Lancaster       | Honda   | 5 |
| 37 | Daniel Crivello       | Maico   | 4 |
|    | John Shacklady        | Bultaco | 4 |
|    | Bosse Granath         | MZ      | 4 |
| 40 | Börje Jansson         | Maico   | 4 |
| 41 | Pertti Leinonen       | Honda   | 3 |
|    | Charles Garner        | Bultaco | 3 |
|    | Herbert Denzler       | Honda   | 3 |
| 44 | Ramón Galí            | Bultaco | 2 |
|    | Jean Campiche         | Honda   | 2 |
|    | Jean-Louis Pasquier   | Bultaco | 2 |
|    | Bob Coulter           | Bultaco | 2 |
|    | Seppo Kangasniemi     | MZ      | 2 |
| 49 | Jim Curry             | Honda   | 1 |
|    | Tom Loughridge        | Bultaco | 1 |
|    | Lous van Rijswijk jr. | Yamaha  | 1 |
|    | Hartmut Bischoff      | MZ      | 1 |
|    | Eberhard Mahler       | MZ      | 1 |
|    | János Reisz           | MZ      | 1 |

(Punkte in Klammern inklusive Streichresultate)

### Konstrukteurswertung
| 1  | Kawasaki  | 90 (144) |
| 2  | Suzuki    | 76 (82)  |
| 3  | MZ        | 60 (70)  |
| 4  | Villa     | 39 (40)  |
| 5  | Aermacchi | 38 (39)  |
| 6  | Bultaco   | 37 (39)  |
| 7  | Yamaha    | 36       |
| 8  | Rotax     | 33       |
| 9  | Honda     | 26       |
| 10 | Maico     | 20       |
| 11 | Derbi     | 15       |

(Punkte in Klammern inklusive Streichresultate)

## 50-cm³-Klasse

### Rennergebnisse
|    | Datum      | Rennen                  | Strecke           | Platz 1        | Platz 2          | Platz 3        | Schn. Rennrunde  |
| -- | ---------- | ----------------------- | ----------------- | -------------- | ---------------- | -------------- | ---------------- |
| 1  | 04.05.     | 19. GP von Spanien      | Jarama            | Aalt Toersen   | Ángel Nieto      | Jan de Vries   | Ángel Nieto      |
| 2  | 11.05.     | 33. GP von Deutschland  | Hockenheim        | Aalt Toersen   | Jan de Vries     | Barry Smith    | Aalt Toersen     |
| 3  | 18.05.     | GP von Frankreich       | Le Mans           | Aalt Toersen   | Ángel Nieto      | Paul Lodewijkx | Aalt Toersen     |
| 4  | 28.06.     | 39. Dutch TT            | Assen             | Barry Smith    | Jan de Vries     | Aalt Toersen   | Ángel Nieto      |
| 5  | 06.07.     | 42. GP von Belgien      | Spa-Francorchamps | Barry Smith    | Santiago Herrero | Aalt Toersen   | Barry Smith      |
| 6  | 12.–13.07. | 12. GP der DDR          | Sachsenring       | Ángel Nieto    | Santiago Herrero | Aalt Toersen   | Santiago Herrero |
| 7  | 20.07.     | GP der Tschechoslowakei | Masaryk-Ring      | Paul Lodewijkx | Barry Smith      | Ángel Nieto    | Barry Smith      |
| 8  | 16.08.     | 41. Ulster GP           | Dundrod           | Ángel Nieto    | Jan de Vries     | Frank Whiteway | Paul Lodewijkx   |
| 9  | 07.09.     | 47. GP der Nationen     | Imola             | Paul Lodewijkx | Barry Smith      | Aalt Toersen   | Ángel Nieto      |
| 10 | 14.09.     | GP der Adria            | Opatija           | Paul Lodewijkx | Ángel Nieto      | Jan de Vries   | Ángel Nieto      |

### Fahrerwertung
| 1  | Ángel Nieto          | Derbi         | 76      |
| 2  | Aalt Toersen         | Kreidler      | 75 (93) |
| 3  | Barry Smith          | Derbi         | 69 (73) |
| 4  | Jan de Vries         | Kreidler      | 64 (73) |
| 5  | Paul Lodewijkx       | Jamathi       | 63      |
| 6  | Gilberto Parlotti    | Tomos         | 31      |
| 7  | Santiago Herrero     | Derbi         | 28      |
| 8  | Rudolf Kunz          | Kreidler      | 26      |
| 9  | Ludwig Faßbender     | Kredler       | 25      |
| 10 | Martin Mijwaart      | Jamathi       | 18      |
| 11 | Cees van Dongen      | Kreidler      | 14      |
| 12 | Jan Huberts          | Kreidler      | 12      |
| 13 | Janko-Florijan Štefe | Tomos         | 11      |
| 14 | Frank Whiteway       | Crooks-Suzuki | 10      |
| 15 | Adrijan Bernetic     | Tomos         | 9       |
| 16 | Werner Reinhard      | Reimo         | 8       |
|    | Stuart Aspin         | Meurs-Garelli | 8       |
| 18 | Herbert Denzler      | Kreidler      | 7       |
| 19 | Giovanni Lombardi    | Guazzoni      | 6       |
|    | Luke Lawlor          | Derbi         | 6       |

| 21 | Eugenio Lazzarini     | Morbidelli | 6 |
| 22 | Jakob Unterladstätter | KTM        | 5 |
|    | Jos Schurgers         | Kreidler   | 5 |
|    | Fran Redfern          | Honda      | 5 |
|    | Silvano Bertarelli    | Minarelli  | 5 |
| 26 | Franco Ringhini       | Morbidelli | 5 |
| 27 | Jacques Roca          | Derbi      | 4 |
|    | Arthur Lawn           | Honda      | 4 |
| 29 | Jean-Louis Pasquier   | Derbi      | 4 |
| 30 | Chris Walpole         | Garelli    | 3 |
| 31 | Luigi Rinaudo         | Tomos      | 3 |
| 32 | Bruno Veigel          | Honda      | 2 |
|    | Rudolf Schmälzle      | Kreidler   | 2 |
|    | André Millard         | Kreidler   | 2 |
|    | John Lawley           | Honda      | 2 |
|    | Anton Kralj           | Tomos      | 2 |
| 37 | Juan Bordons          | Derbi      | 1 |
|    | Gerhard Thurow        | Kreidler   | 1 |
|    | Charly Dubois         | Kreidler   | 1 |
|    | Barrie Dickinson      | Garelli    | 1 |

(Punkte in Klammern inklusive Streichresultate)

### Konstrukteurswertung
| 1  | Derbi      | 84 (118) |
| 2  | Kreidler   | 79 (117) |
| 3  | Jamathi    | 68       |
| 4  | Tomos      | 33 (40)  |
| 5  | Suzuki     | 10       |
| 6  | Morbidelli | 10       |
| 7  | Reimo      | 8        |
|    | Garelli    | 8        |
| 9  | Honda      | 7        |
| 10 | Guazzoni   | 6        |
| 11 | KTM        | 5        |
|    | Minarelli  | 5        |

(Punkte in Klammern inklusive Streichresultate)

## Gespanne (500 cm³)

### Rennergebnisse
|   | Datum      | Rennen                 | Strecke           | Platz 1                        | Platz 2                             | Platz 3                              | Schn. Rennrunde                |
| - | ---------- | ---------------------- | ----------------- | ------------------------------ | ----------------------------------- | ------------------------------------ | ------------------------------ |
| 1 | 11.05.     | 33. GP von Deutschland | Hockenheim        | Klaus Enders / Ralf Engelhardt | Franz Linnarz / Rudolf Kühnemund    | Arsenius Butscher / Josef Huber      | Helmut Fath / Wolfgang Kalauch |
| 2 | 18.05.     | GP von Frankreich      | Le Mans           | Helmut Fath / Wolfgang Kalauch | Georg Auerbacher / Hermann Hahn     | Siegfried Schauzu / Horst Schneider  | Helmut Fath / Wolfgang Kalauch |
| 3 | 07.–13.06. | 51. Isle of Man TT     | Mountain Course   | Klaus Enders / Ralf Engelhardt | Siegfried Schauzu / Horst Schneider | Helmut Fath / Wolfgang Kalauch       | Klaus Enders / Ralf Engelhardt |
| 4 | 28.06.     | 39. Dutch TT           | Assen             | Helmut Fath / Wolfgang Kalauch | Georg Auerbacher / Hermann Hahn     | Helmut Lünemann / Neil Caddow        | Helmut Fath / Wolfgang Kalauch |
| 5 | 06.07.     | 42. GP von Belgien     | Spa-Francorchamps | Helmut Fath / Wolfgang Kalauch | Klaus Enders / Ralf Engelhardt      | Georg Auerbacher / Hermann Hahn      | Helmut Fath / Wolfgang Kalauch |
| 6 | 02.–03.08. | GP von Finnland        | Imatra            | Klaus Enders / Ralf Engelhardt | Helmut Lünemann / Johnny Bengtsson  | Heinz Luthringshauser / Geoff Hughes | Helmut Fath / Wolfgang Kalauch |
| 7 | 16.08.     | 41. Ulster GP          | Dundrod           | Klaus Enders / Ralf Engelhardt | Siegfried Schauzu / Horst Schneider | Franz Linnarz / Rudolf Kühnemund     | Klaus Enders / Ralf Engelhardt |

### Fahrerwertung
| 1  | Klaus Enders          | Ralf Engelhardt                     | BMW     | 60 (72) |
| 2  | Helmut Fath           | Wolfgang Kalauch bzw. Billie Nelson | URS     | 55      |
| 3  | Georg Auerbacher      | Hermann Hahn                        | BMW     | 40      |
| 4  | Siegfried Schauzu     | Horst Schneider                     | BMW     | 38      |
| 5  | Franz Linnarz         | Rudolf Kühnemund (†)                | BMW     | 38 (50) |
| 6  | Arsenius Butscher     | Josef Huber                         | BMW     | 34 (46) |
| 7  | Helmut Lünemann       | Neil Caddow bzw. Johnny Bengtsson   | BMW     | 32      |
| 8  | Heinz Luthringshauser | Geoff Hughes bzw. Peter Rutterford  | BMW     | 26      |
| 9  | Jean-Claude Castella  | Albert Castella                     | BMW     | 16      |
| 10 | Dick Hawes            | John Mann                           | Seeley  | 14      |
| 11 | Bill Copson           | Dane Rowe bzw. Lawrence Fisher      | BMW     | 9       |
| 12 | Tony Wakefield        | John Flaxman                        | BMW     | 9       |
| 13 | Max Hauri             | Heinz Hausamann                     | BMW     | 5       |
|    | Graham Milton         | John Thornton                       | BMW     | 5       |
|    | Jack Philpott         | Bill Turrington                     | Norton  | 5       |
| 16 | Norman Hanks          | Rosetta Arnold                      | BSA     | 4       |
|    | Kenneth Calenius      | Juhani Vesterinen                   | BMW     | 4       |
| 18 | Hermann Binding       | Helmut Fleck                        | BMW     | 3       |
|    | Joseph Duhem          | François Fernandez                  | BMW     | 3       |
|    | Richard Wegener       | Adi Heinrichs                       | BMW     | 3       |
|    | Ruben Bjarnemark      | Marianne Kjellmodin-Hansen          | BMW     | 3       |
|    | Mick Potter           | John Fiddaman bzw. Geoff Hughes     | Triumph | 3       |
| 23 | Hans Hänni            | Kurt Barfuss                        | BMW     | 2       |
|    | André Cailletet       | Jean-Paul Coquic                    | BMW     | 2       |
|    | Dennis Keen           | Mac Witherspoon                     | Triumph | 2       |
|    | Herman Oosterloo      | Karel Hermans                       | BMW     | 2       |
|    | Leif Aurosell         | Jouko Ryhänen                       | BMW     | 2       |
|    | Jeff Gawley           | Frank Knights                       | BSA     | 2       |
| 29 | Stuart Applegate      | Rob Appleton                        | BMW     | 1       |
|    | Tony Harris           | Brian Harris                        | Triumph | 1       |
|    | Jaakko Palomäki       | Jussi Ahlbäck                       | BMW     | 1       |
|    | Peter Kielty          | V. Sherriffs                        | Triumph | 1       |

(Punkte in Klammern inklusive Streichresultate)

### Konstrukteurswertung
| 1 | BMW     | 60 (96) |
| 2 | URS     | 55      |
| 3 | Seeley  | 14      |
| 4 | BSA     | 6       |
| 5 | Norton  | 5       |
| 6 | Triumph | 5       |

(Punkte in Klammern inklusive Streichresultate)